# 山崎勢津子
山崎 勢津子（やまざき せつこ、1949年7月30日 - ）は、日本の女優、声優。タイムリーオフィス所属。

## 人物
以前は劇団文化座、ぐるーぷ・ふらいぱんに所属していた。

## 出演（俳優）

### テレビドラマ
フジテレビ
- 愛の流星 - 民子
- はるちゃん(4)

TBS
- ソープ嬢モモ子シリーズ「スキャンダル黙示録」

NHK
- おしん

日本テレビ
- 明日があるさ・スペシャル

### 邦画
- サンダカン八番娼館
- 少年時代松竹・熊谷勲監督
- こだぬき愛情物語

### ゲーム
- セガゲームソフト「街 〜運命の交差点〜」（1998年）※実写を多用

### VP
- PAC住宅管理　PL法

### 舞台
- 劇団文化座公演 
  - 土
  - 越後瞽女日記
  - 向い風
  - 三人の花嫁
  - 千羽鶴
- ドラマギルドカンパニー公演
  - 三人姉妹」A.・チェーホフ（アンフィーサ役）
- ぐるーぷ・ふらいぱん
  - セロ弾きのゴーシュ
  - 田の久

## 出演（声優）

### テレビアニメ
- 親子クラブ（お婆ちゃん/花咲ハナ（三代目））

### 吹き替え

#### 洋画
- 候補者ビル・マッケイ
- ボルサリーノ
- 大草原の小さな家

#### 海外ドラマ
- 製パン王 キム・タック - ホン女史

#### 媒体不明
- オリエント急行殺人事件
- ホワイトハウス

### ラジオドラマ
NHK
- 銀の雫ふるふる
- 雀々欲しいよ